# (7207) Hammurabi
(7207) Hammurabi (2133 P-L) – planetoida z pasa głównego asteroid okrążająca Słońce w ciągu 4,14 lat w średniej odległości 2,58 j.a. Odkryta 24 września 1960 roku.